# Eumerus clavatus
Eumerus clavatus är en tvåvingeart som beskrevs av Becker 1921. Eumerus clavatus ingår i släktet månblomflugor, och familjen blomflugor.
Artens utbredningsområde är Tunisien. Inga underarter finns listade i Catalogue of Life.